# پادشاه بی‌نام
پادشاه بی‌نام (به هندی: Benaam Badsha) فیلمی محصول سال ۱۹۹۱ و به کارگردانی کی. راوی شانکار است. در این فیلم بازیگرانی همچون آنیل کاپور، جوهی چاولا، شلیپا شیرودکار، آمریش پوری، روهینی هاتانگادی ایفای نقش کرده‌اند.